# Future plc
Future plc es una compañía de medios británica fundada en 1985. Publica más de 50 revistas en campos como videojuegos, tecnología, películas, música, fotografía, hogar y conocimiento. Está listada en la Bolsa de Londres y es un componente del FTSE 250 Index.

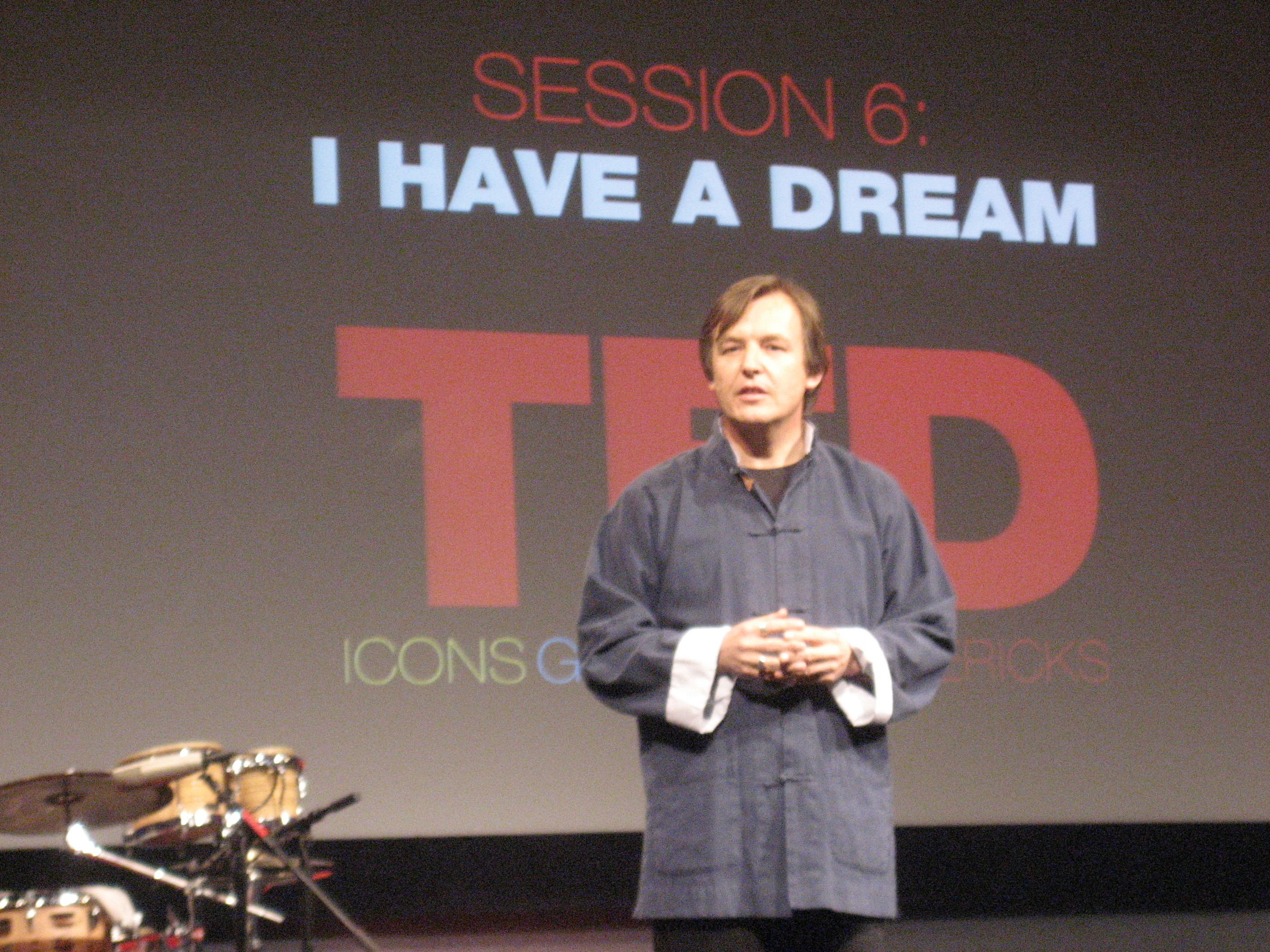
El fundador de Future, Chris Anderson, en 2007

## Historia

### 1985 a 2012
La empresa fue fundada como Future Publishing en Somerton, Somerset, Inglaterra, en 1985 por  Chris Anderson con la única revista  Amstrad Action . Una de las primeras innovaciones fue la inclusión de software libre en portadas de revistas, la primera empresa en hacerlo. Adquirió GP Publications y estableció Future US en 1994. Desde 1995 hasta 1997, la empresa publicó "Arcane", una revista que se centró principalmente en juegos de mesa.
Anderson vendió Future a Pearson plc por 52,7 millones de libras esterlinas en 1994, pero la volvió a comprar en 1998, con el director ejecutivo de Future Greg Ingham y Apax Venture Partners, por 142 millones de libras esterlinas. La empresa fue objeto de una oferta pública inicial en 1999. Anderson dejó Future en 2001.

### 2012 a 2015: reducción de gastos
Future publicó las revistas oficiales para las consolas de los tres principales fabricantes de consolas de juegos (Microsoft, Nintendo y Sony); sin embargo  PlayStation: The Official Magazine  dejó de publicarse en noviembre de 2012, y  Official Nintendo Magazine  dejó de publicarse en octubre de 2014.
La empresa pasó por un período en el que cerró las propiedades de los medios impresos en favor de los medios digitales, cerró muchos títulos y vendió otros. En enero de 2012, Future vendió sus revistas de música para consumidores estadounidenses, incluidas  Guitar World  y   Revolver , a NewBay Media por $ 3 millones. En abril de 2013, completó la venta de los principales componentes de sus marcas de música multimedia del Reino Unido por £ 10,2 millones a Team Rock Ltd. En septiembre de 2013, pero los compré de nuevo f o £ 800,000 en 2017 después de que Team Rock entrara en la administración.
En agosto de 2013, Future adquirió dos títulos informáticos australianos,   APC  y  TechLife  de Bauer Media Group.
Future anunció que eliminaría 55 puestos de trabajo de su operación en el Reino Unido como parte de una reestructuración para adaptarse "de manera más eficaz a la rápida transición de la empresa a un modelo comercial principalmente digital". La empresa anunció en marzo de 2014 que cerraría todas sus publicaciones impresas con sede en EE. UU. y cambiaría las funciones de soporte de impresión de EE. UU., como marketing para el consumidor, producción y liderazgo editorial para Future's international. marcas de impresión en el Reino Unido. Más tarde, en 2014, Future vendió sus títulos deportivos y artesanales a Immediate Media y sus títulos automáticos a Kelsey Media.
En marzo de 2014, se anunció que el director financiero de la empresa, Zillah Byng-Thorne, se convertiría en el cuarto director ejecutivo de la empresa en nueve años el 1 de abril de 2014, después de que Mark Wood, director ejecutivo desde 2011, dimitiera.

### 2016: Expansión
En 2016, Future comenzó a expandir su cartera de productos impresos y web a través de una serie de adquisiciones. Compró Blaze Publishing para diversificarse en el mercado de las películas. y adquirió Noble House Media para aumentar su interés en los medios de telecomunicaciones. Future luego completó la compra de la revista especializada rival editor ine Imagine el 21 de octubre de 2016 después de recibir la aprobación de la Competition and Markets Authority. En 2018, Future realizó más adquisiciones importantes. Compró el  Marcas de What Hi-Fi?, FourFourTwo  Practical Caravan y Practical Motorhome de  Haymarket . Futuro adquirió NewBay Media, editor de numerosos títulos comerciales de transmisión, video profesional e integración de sistemas, así como varias revistas de música para consumidores. (Esta adquisición devolvió la mayoría de las revistas de música para consumidores de EE. UU. a Future, con la excepción de Revolver, que se había vendido a Project Group M LLC en 2017).
Completó la adquisición de la editorial B2C estadounidense  Purch por 132 millones de dólares en septiembre de 2018. Future también compró los activos informáticos y tecnológicos de nextmedia i n Australia (incluidos Atomic,  Hyper,  PC PowerPlay  y  PC Tech & Authority ) en el mismo mes, y comenzó a incorporar artículos sobre  PC PowerPlay  en las versiones en línea de PC Gamer.
En enero de 2019, Future vendió algunas marcas B2B a Datateam Media Group.
En febrero de 2019, Future adquirió Mobile Nations, incluidos Android Central, iMore, Windows Central y Thrifter por 115 millones de dólares. Future también adquirió ProCycling y CyclingNews.com de Medios inmediatos.
En julio de 2019, Future adquirió SmartBrief (un editor de medios digitales de noticias e información comerciales específicas) por una suma inicial de $ 45 millones.
En octubre de 2019, Future anunció la intención de adquirir TI Media, con 41 marcas que incluyen Decanter, Country Life,  Wallpaper y Woman & Home  - por £ 140 millones. La adquisición se completó el 21 de abril de 2020 tras la aprobación de los accionistas y la Autoridad de Competencia y Mercados.
En noviembre de 2020, Future acordó una adquisición por 594 millones de libras de GoCo plc, conocida por su sitio web de comparación de precios Gocompare.com.

## Organización

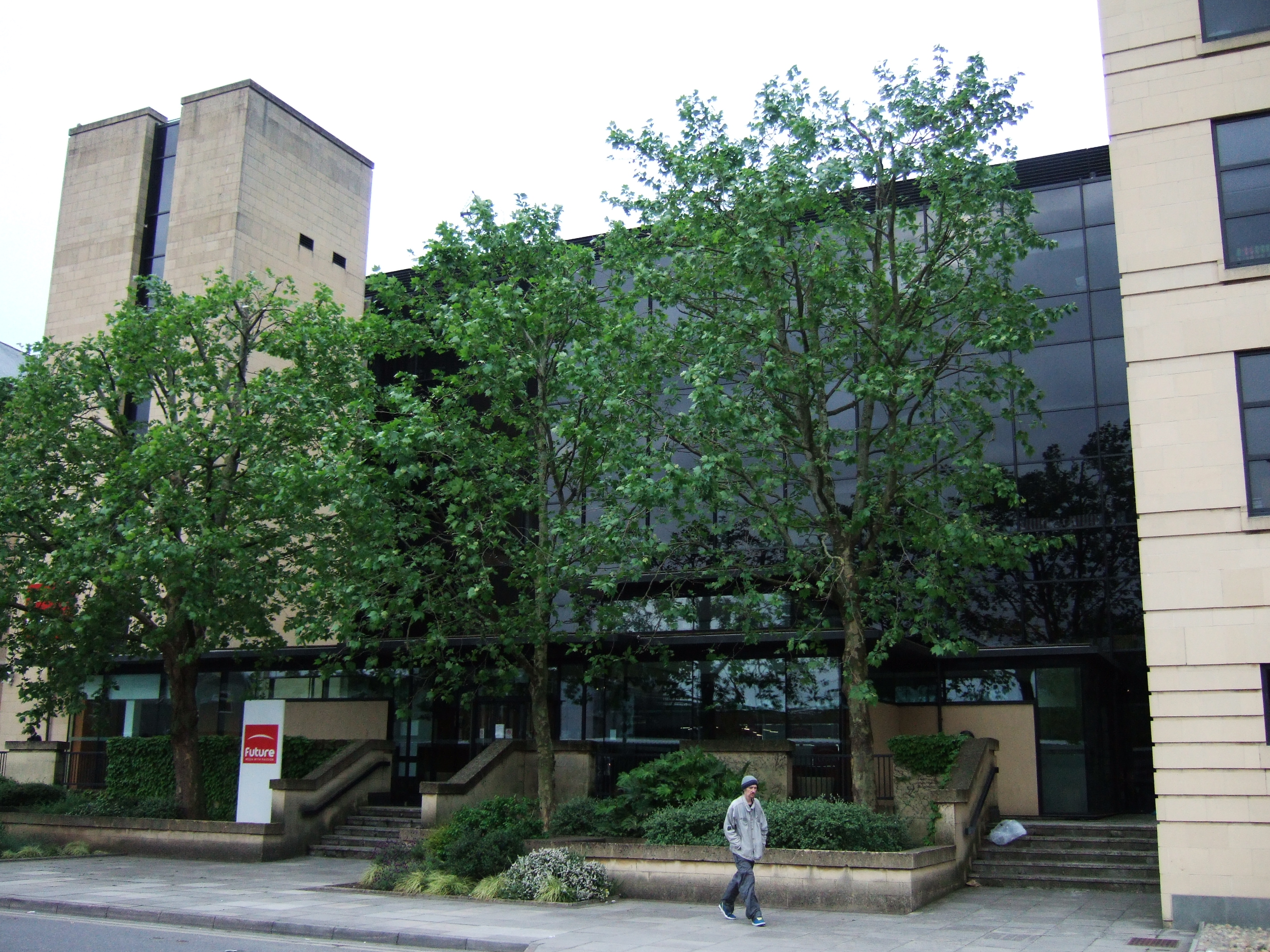
Una de las oficinas de Future en Bath

La empresa también es propietaria de la empresa estadounidense Future US.

## Marcas
La cartera de marcas de Future incluía TechRadar, PC Gamer, Tom's Guide, Tom's Hardware, Marie Claire, GamesRadar+, All About Space, How it Works, CinemaBlend, Android Central, IT Pro y Windows Central.
Algunas de las marcas y publicaciones más populares de Future incluyen:
- Bass Guitar Magazine
- CinemaBlend
- Computer Music
- Country Homes & Interiors
- Cycling Weekly
- Digital Camera
- Digital Photographer
- Electronic Musician
- Future Music
- Golf Monthly
- Guitarist
- Guitar Player
- Homes & Gardens
- MacLife
- Metal Hammer
- Mix
- PC Gamer
- Total Guitar
- Women's Weekly
- Yachting Monthly